# Neodiplothele indicattii
Espèce
Neodiplothele indicattii est une espèce d'araignées mygalomorphes de la famille des Barychelidae.

## Distribution
Cette espèce est endémique du Brésil. Elle se rencontre dans les États de Rio de Janeiro, de São Paulo, du Minas Gerais et d'Espírito Santo.

## Description
Le mâle holotype mesure 8,16 mm et la femelle paratype 15,4 mm.

## Étymologie
Cette espèce est nommée en l'honneur de Rafael Prezzi Indicatti.

## Publication originale
- Gonzalez-Filho, Lucas & Brescovit, 2015 : A revision of Neodiplothele (Araneae: Mygalomorphae: Barychelidae). Zoologia (Curitiba), vol. 32, no 3, p. 225-240 (texte intégral).